# Augochloropsis flammea
Augochloropsis flammea är en biart som först beskrevs av Smith 1861.  Augochloropsis flammea ingår i släktet Augochloropsis och familjen vägbin. Inga underarter finns listade.